# Martin Näbauer (Physiker)
Martin Näbauer (* 1919 in Karlsruhe; † 1962 in München) war ein deutscher Physiker.

## Leben
Martin Näbauer studierte Physik an der Technischen Hochschule München. Das Studium schloss er 1949 mit dem Diplom ab. Ab 1951 arbeitete er als wissenschaftlicher Mitarbeiter an der Herrschinger Außenstelle der Kommission für Tieftemperaturforschung der Bayerischen Akademie der Wissenschaften, die 1946 vom damaligen Akademiepräsidenten Walther Meißner gegründet worden war. 1955 promovierte er an der TH München mit der Dissertation „Einfluß eines zirkularen, geschlossenen Magnetfeldes auf den supraleitenden Zustand eines einkristallinen Bleihohlzylinders“. 1958 folgte die Habilitation mit der Schrift „Experimentelle und theoretische Untersuchung des zeitlichen Verlaufs der Umwandlung Supraleitung – Normalleitung und umgekehrt beim Hohlzylinder mit zirkularem Magnetfeld“.
Zusammen mit seinem Kollegen Robert Doll gelang ihm 1961 ein experimenteller Nachweis der Flussquantisierung, einer Vorhersage der BCS-Theorie der Supraleitung unabhängig von den Experimenten von William M. Fairbank und Bascom Deaver. Doll und Näbauer erhielten schon im April 1961 klare Anzeichen für eine Flussquantisierung, Doll schickte ihre Veröffentlichung jedoch verspätet erst am 19. Juni 1961 an die Zeitschrift Physical Review Letters. Am 15. Juni 1961 trug Näbauer darüber auf einer IBM Konferenz über Supraleitung in deren Forschungszentrum in Yorktown Heights vor. Das war auch der erste Nachweis eines Quantisierungseffekts auf makroskopischer Skala, in diesem Fall des Magnetischen Flusses durch eine Spule. Außerdem wurde damit die Vorhersage der BCS-Theorie nachgewiesen, dass die Supraleitung von Elektronenpaaren getragen wurde. Bardeen, Cooper und Schrieffer machten zwar noch keine Vorhersage zur Flussquantisierung, aber Lars Onsager 1959 und N. Byers und C. N. Yang 1961 (jeweils mit korrektem Vorfaktor {\displaystyle k={\tfrac {1}{2}}} für das Flussquant {\displaystyle \Phi _{0}=k\,{\tfrac {h}{e}}} wie er später im Experiment gefunden wurde). Welcher Vorfaktor bei der Flussquantisierung zu nehmen war, war damals umstritten. Flussquanten fanden später Anwendungen zum Beispiel bei hochempfindlichen Magnetometern und Konzepten von Quantencomputern.
Für ihre bahnbrechenden Forschungsergebnisse erhielten Martin Näbauer und Robert Doll bereits 1961 den Physik-Preis der Akademie der Wissenschaften zu Göttingen. 1962 sollte Martin Näbauer auf eine Professur der TH München berufen werden, starb jedoch einen Tag vor der Vertragsunterzeichnung.

## Schriften
- Einfluss eines zirkularen, geschlossenen Magnetfeldes auf den supraleitenden Zustand eines einkristallinen Bleihohlzylinders; Zeitschrift für Physik, Band 141, 1955, S. 416–444
- mit Gerhard Schubert[5]: Theoretische Untersuchungen über die Stabilität einer zylindrischen Phasengrenzfläche zwischen Supra- und Normalleiter im zirkularen Magnetfeld; Zeitschrift für Physik, Band 151, 1958, S. 431
- Experimentelle und theoretische Untersuchung des zeitlichen Verlaufs der Umwandlung Supraleitung – Normalleitung und umgekehrt beim Hohlzylinder mit zirkularem Magnetfeld; Zeitschrift für Physik, Band 152, 1958, S.  328–367
- mit Robert Doll: Experimental Proof of Magnetic Flux Quantization in a Superconducting Ring; Physical Review Letters, Band 7, 1961, S. 51